# Ноа Лајлс
Ноа Лајлс (енгл. Noah Lyles; Гејнсвил, 18. јула 1997.) је амерички атлетичар који се такмичи у спринту на 100 и 200 метара. Лајлс је  на Светском првенству 2023. постао први човек од Јусејна Болта који је остварио троструки тријумф у спринту на једном Светском првенству. Лајлсов лични рекорд од 19,31 секунди на 200 м је рекорд САД, и тим резултатом је трећи најбржи на светској листи свих времена. Лајлс је петоструки шампион Дијамантске лиге.

## Одрастање и рана каријера
Лајлс се бавио гимнастиком као дете, док је атлетиком почео да се бави са 12 година. Његови родитељи Киша Кејн и Кевин Лајлс такмичили су се у атлетици на Универзитету Сетон Хол. Ноа је похађао средњу школу у Александрији код Вашингтона.
Лајлс је представљао Сједињене Државе на Олимпијским играма младих 2014. где је освојио златну медаљу у трци на 200 м. Иако се није квалификовао за Летње олимпијске игре 2016., квалификовао се исте године за Светско првенство за јуниоре (до 20 година старости), где је освојио двоструку златну медаљу, победивши на 100 м и у штафети 4 x 100 метара.
Лајлс је у дворани 2017. на вишој надморској висини, у условима разређеног ваздуха у Албукеркију у Новом Мексику, истрчао светски рекорд у дворани на 300 метара: 31,87 с. Међутим, повреде су га спречиле да се такмичи већи део сезоне и због тога је пропустио Светско првенство 2017.

## Међународни успеси

### 2019
На митингу у Лозани, истрчао је свој лични рекорд на 200 метара 19,50 (-0,1) и померио се тада на четврту позицију на листи најбржих на 200 метара свих времена. Лајлс је освојио златне медаље на 200 м и у штафети 4 × 100 м на Светском првенству одржаном у Дохи.

### 2021 – данас
Лајлс је 4. августа 2021. освојио бронзану медаљу на Олимпијским играма у Токију 2020. у финалу на 200 метара са временом 19,74 секунде.
21. јула 2022, током Светског првенства у Јуџину, Лајлс је освојио своју другу светску титулу у трци на 200 м и надмашио дугогодишњи национални рекорд Мајкла Џонсона од 19,32 истрчавши 19,31, што га је померило на треће место на светској листи свих времена.
20. августа 2023. године, на Светском првенству одржаном у Будимпешти, Лајлс је освојио злато на 100 метара истрчавши лични рекорд 9,83 секунде. 25. августа 2023. освојио је златну медаљу у финалу на 200 метара са временом 19,52. Ово му је трећа златна медаља на 200 м и укупно пета златна медаља на Светскоим првенствима у атлетици. Са своје три златне медаље на 200 метара на Светским првенствима, Лајлс је надмашио Мајкла Џонсона (2 медаље) и Калвина Смита (2 медаље) и то га ставља на друго место најуспешнијих атлетичара на 200 метара на Светским првенствима, одмах иза Јусејна Болта који је освојио четири златне медаље.
На Олимпијским играма у Паризу 2024. Лајлс је освојио златну медаљу у трци на 100 метара и бронзану медаљу у трци на 200 метара. Пред трку на 200 метара Лајлс је био позитиван на тесту на вирус Ковид 19.

## Достигнућа
Информације са профила Ноа Лајлса на сајту Светске атлетике.

### Лични рекорди
| Дисциплина           | Време    | Ветар (м/с) | Место            | Датум            | Напомене                         |
| -------------------- | -------- | ----------- | ---------------- | ---------------- | -------------------------------- |
| 100 м                | 9.79     | +1,0        | Париз, Француска | 4. август 2024.  | [ 15 ]                           |
| 150 м                | 14.41    | +0,3        | Атланта, САД     | 18. мај 2024.    | 2. свих времена                  |
| 200 м *              | 19.31    | +0,4        | Јуџин, САД       | 21. јул 2022.    | 3. свих времена                  |
| 400 м                | 47.04    |             | Форествил, САД   | 23. април 2016.  |                                  |
| Штафета 4 × 100 м    | 37.10    |             | Доха, Катар      | 5. октобар 2019. | 2. свих времена                  |
| Штафета 4 × 200 м    | 1:19,88  |             | Насау, Бахами    | 23. април 2017.  |                                  |
| 60 м у дворани       | 6.51     |             | Бостон, САД      | 4. фебруар 2023. |                                  |
| 200 м у дворани      | 20.63    |             | Њујорк, САД      | 13. март 2016.   |                                  |
| 300 м у дворани      | 31.87 ** |             | Албукерки, САД   | 4. март 2017.    | ** На великој надморској висини. |
| Скок у вис у дворани | 2.03 м   |             | Блексбург, САД   | 31. јануар 2015. |                                  |

*Лајлс преко 40 пута трчао брже од 20 секунди на 200 метара --- више од било ког другог спринтера.

### Међународна такмичења
| Година | Такмичење                          | Место                     | Пласман | Дисциплина              | Време   | Ветар (м/с) |
| ------ | ---------------------------------- | ------------------------- | ------- | ----------------------- | ------- | ----------- |
| 2013.  | Светско првенство за млађе јуниоре | Доњецк, Украјина          | 9.      | 200 м                   | 21,58   | -2,5        |
| 2013.  | Светско првенство за млађе јуниоре | Доњецк, Украјина          | 2.      | Шатфета 100-200-300-400 | 1:50,14 |             |
| 2014.  | Олимпијске игре младих             | Нанкинг, Кина             | 1.      | 200 м                   | 20,80   | +0,3        |
| 2015.  | Панамерчко првенство за јуниоре    | Едмонтон, Канада          | 2.      | 100 м                   | 10,18   | +0,4        |
| 2015.  | Панамерчко првенство за јуниоре    | Едмонтон, Канада          | 1.      | 200 м                   | 20,27   | +1,3        |
| 2016.  | Светско првенство за јуноре        | Бидгошч, Пољска           | 1.      | 100 м                   | 10,17   | -0,2        |
| 2016.  | Светско првенство за јуноре        | Бидгошч, Пољска           | 1.      | 4 × 100 м               | 38,93   |             |
| 2017.  | Светско првенство у штафетама      | Насау, Бахами             | 2.      | 4 × 200 м               | 1:19,88 |             |
| 2018.  | Светски куп                        | Острава, Чешка            | 1.      | 100 м                   | 10,01   | 0,0         |
| 2018.  | Светски куп                        | Острава, Чешка            | 1.      | 4 × 100 м               | 38,05   |             |
| 2019.  | Светско првенство у штафетама      | Јокохама, Јапан           | 2.      | 4 × 100 м               | 38,07   |             |
| 2019.  | Светско првенство                  | Доха, Катар               | 1.      | 200 м                   | 19,83   | +0.3        |
| 2019.  | Светско првенство                  | Доха, Катар               | 1.      | 4 × 100 м               | 37-10   |             |
| 2021.  | Олимпијске игре                    | Токио, Јапан              | 3.      | 200 м                   | 19,74   | -0,5        |
| 2022.  | Светско првенство                  | Јуџин, САД                | 1.      | 200 м                   | 19,31   | +0,4        |
| 2022.  | Светско првенство                  | Јуџин, САД                | 2.      | 4 × 100 м               | 37,55   |             |
| 2023.  | Светско првенство                  | Будимпешта, Мађарска      | 1.      | 100 м                   | 9,83    | 0,0         |
| 2023.  | Светско првенство                  | Будимпешта, Мађарска      | 1.      | 200 м                   | 19,52   | –0,2        |
| 2023.  | Светско првенство                  | Будимпешта, Мађарска      | 1.      | 4 × 100 м               | 37,38   |             |
| 2024.  | Светско првенство у дворани        | Глазгов, Велика Британија | 2.      | 60 м                    | 6,44    |             |
| 2024.  | Светско првенство у дворани        | Глазгов, Велика Британија | 2.      | 4 × 400 м               | 3:02,60 |             |
| 2024.  | Светско првенство у штафетама      | Насау, Бахами             | 2.      | 4 × 100 м               | 37,40   |             |
| 2024.  | Олимпијске игре                    | Париз, Француска          | 1.      | 100 м                   | 9,79    | +1,0        |
| 2024.  | Олимпијске игре                    | Париз, Француска          | 3.      | 200 м                   | 19,70   | +0,4        |

## Видео снимци
- Лајлс побеђује на 200м | Светско првенство у атлетици 2019 | Доха Моменти
- Лајлс трчи 19.50 на 200 метара у Лозани – ИААФ Дијамантска лига 2019.
- Лајлс побеђује Кристијана Колмана  на 100 метара у Шангају – ИААФ Дијамантска лига 2019.
- Ноа Лајлс осваја државно првенство САД на 100 метара
- Финале трке на 100 метара на Олимпијским играма у Паризу 2024.